# Vrachonisída Chélia
Vrachonisída Chélia är en ö i Grekland.   Den ligger i prefekturen Nomós Dodekanísou och regionen Sydegeiska öarna, i den östra delen av landet, 270 km öster om huvudstaden Aten. Arean är 0,30 kvadratkilometer.
Terrängen på Vrachonisída Chélia är lite kuperad. Öns högsta punkt är 93 meter över havet. Den sträcker sig 0,8 kilometer i nord-sydlig riktning, och 0,6 kilometer i öst-västlig riktning.